# .mobi
.mobi je internetová generická doména nejvyššího řádu pro poskytovatele mobilních zařízení (mobilních telefonů, PDA apod.).
K registraci společnostem vlastnící ochrannou známku a působící na trhu s mobilními produkty byla dána 22. května 2006, ostatním vlastníkům ochr. známky 12. června a od 22. srpna 2006 je uvolněna veřejnosti.
Mezi podmínky registrace patří zaměření na mobilní přístroje tj. přizpůsobení se malému displeji a pod., a mimo jiné se jedná o následující podmínky:
- žádná vyskakující okna
- základní navigační prvky na vrcholu každé stránky
- omezit skrolování okna jen na jeden směr, kromě případů kdy to opravdu nejde jinak
- nepoužívat klikatelné (senzitivní) mapy, kromě případů kdy je to opravdu nezbytné
- nepoužívat tabulky pro layout
- ke stanovení layoutu používat style sheets (kromě případů kdy je zařízení vůbec nepodporuje)

## Alternativy
pro mobilní zařízení se rovněž využívá m místo www v internetové adrese.

## Kritika
Doména .mobi je někdy kritizována, že porušuje standardy W3C a to, že všechny TLD musí být nezávislé na koncovém zařízení.